# Бахгат, Хоссам
Хоссам Бахгат (род. 1978) — египетский правозащитник и журналист-расследователь. Он является основателем Египетской инициативы за личные права, был журналистом журнала «Мада Маср» с 2002 по 2013 год.

## Карьера
Бахгат начал свою карьеру как журналист. Впоследствии он работал в Египетской организации по правам человека, но бросил свою работу из-за их бездействия в связи с инцидентом с Queen Boat, когда 52 человека были арестованы за гомосексуальные отношения. Вместо этого в 2002 году он основал правозащитную организацию Египетская инициатива за личные права. Это была первая правозащитная организация в Египте, признавшая права ЛГБТ правами человека.
Бахгат занимается журналистскими расследованиями для «Мада Маср». Он был арестован 8 ноября 2015 года и содержался под стражей до 10 ноября 2015 года за «публикацию ложных новостей, наносящих ущерб национальным интересам, и распространение информации, нарушающей общественное спокойствие» во время президентства Абдула Фаттаха Ас-Сиси. Арест осудили Комитет защиты журналистов и Amnesty International. В январе 2016 года он снова критиковал режим Ас-Сиси, заявив, что «уровень репрессий сейчас значительно выше, чем при режиме Мубарака».
Бахгат был удостоен награды Элисон Де Форж в 2011 году от Human Rights Watch «за защиту личных свобод всех египтян».

## Личная жизнь
Бахгат проживает в Александрии, Египет.